# Guds godhet skola vi prisa
Guds godhet skola vi prisa (tyska: Helft mir Gotts Güte preisen) är en tysk nyårspsalm som är skriven av Paul Eber. Psalmen översattes till svenska av Haquinus Magni Ausius.

## Publicerad i
- Den svenska psalmboken 1694 som nummer 160 under rubriken "Ny-Åhrs Psalmer".
- Den svenska psalmboken 1695 som nummer 138 under rubriken "Ny-Åhrs Psalmer".[1]